# Presidentvalet i Tyskland 1932
Presidentvalet i Tyskland 1932 var det andra presidentvalet i Weimarrepubliken och blev också det sista före nationalsocialisternas maktövertagande den 30 januari 1933.

## Första valomgången

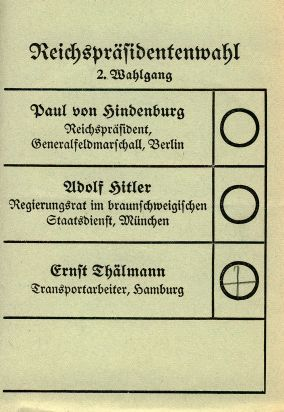
Originalvalsedel från den andra omgången, med röst avgiven för Thälmann

I den första valomgången fanns det fyra kandidater, den partipolitiskt obundne sittande presidenten Paul von Hindenburg, som stöddes av samtliga demokratiska partier, nationalsocialisten Adolf Hitler, kommunisten Ernst Thälmann och den tysknationelle Theodor Duesterberg. För att vinna krävdes i den första omgången absolut majoritet av de avgivna rösterna, vilket ingen av kandidaterna erhöll. Valomgången ägde rum den 13 mars 1932. Valdeltagandet var 86,2 %. 

### Valresultat
- Paul von Hindenburg 49,6 %; 18 652 000 röster
- Adolf Hitler 30,1 %; 11 339 000 röster
- Ernst Thälmann 13,2 %; 4 983 000 röster
- Theodor Duesterberg 6,8 %; 2 558 000 röster

## Andra valomgången
Den andra valomgånden ägde rum den 10 april 1932. Duesterberg avstod från att fortsätta kandidera. von Hindenburg vann valet.

### Valresultat
- Paul von Hindenburg 53 %; 19 360 000 röster
- Adolf Hitler 36,8 %; 13 418 000 röster
- Ernst Thälmann 10,2 %; 3 707 000 röster